# Jugoslávie na Letních olympijských hrách 1952
Jugoslávii na Letních olympijských hrách 1952 ve finských Helsinkách reprezentovalo 87 sportovců, z toho 77 mužů a 10 žen v 11 sportech.

## Medailisté
| Medaile | Jméno | Sport      | Disciplína                   |
| ------- | --- | ---------- | ---------------------------- |
| Zlato   | Duje Bonačić Velimir Valenta Mate Trojanović Petar Šegvić | Veslování  | Muži čtyřka bez kormidelníka |
| Stříbro | Vladimir Beara Branko Stanković Tomislav Crnković Zlatko Čajkovski Ivan Horvat Vujadin Boškov Tihomir Ognjanov Rajko Mitić Bernard Vukas Stjepan Bobek Branko Zebec Dušan Cvetković Milorad Diskić Ratko Čolić Slavko Luštica Zdravko Rajkov Vladimir Čonč Vladimir Firm | Fotbal     | Turnaj mužů                  |
| Stříbro | Zdravko Kovačić Veljko Bakašun Ivo Štakula Boško Vuksanović Ivica Kurtini Lovro Radonjić Zdravko Ježić Juraj Amšel Vlado Ivković Marko Brainović Dragoslav D. Šiljak | Vodní pólo | Turnaj mužů                  |